# N-ethylaniline
N-ethylaniline is een organische verbinding met als brutoformule C8H11N. De stof komt voor als een giftige gele vloeistof, die onoplosbaar is in water.

## Synthese
N-ethylaniline kan bereid worden door alkylering van aniline met ethanol en een zure katalysator:
{\displaystyle \mathrm {C_{6}H_{5}NH_{2}\ +\ C_{2}H_{5}OH\longrightarrow \ C_{6}H_{5}NC_{2}H_{5}\ +\ H_{2}O} }